# Luay Salah Hassan
Luay Salah Hassan (en árabe: لؤي صلاح حسن‎; nacido en Bagdad, Irak, 7 de febrero de 1982) es un exfutbolista internacional y entrenador de fútbol iraquí que jugaba de delantero y su equipo actual es el Al-Kahrabaa.

## Trayectoria
Luay Salah empezó su carrera profesional en 2002, en el Al Quwa Al Jawiya. Con este equipo gana una Liga en 2005.
En 2007 se marcha a Irán para jugar con el Persépolis FC.
Al año siguiente regresa a su país natal, donde firma un contrato con su actual club, el Arbil FC. En su primera temporada en el equipo conquista el título de Liga. 

## Selección nacional
Ha sido internacional con la Selección de fútbol de Irak en 17 ocasiones. 
Ha sido convocado para disputar la Copa FIFA Confederaciones 2009.

## Clubes
| Club              | País | Año       |
| ----------------- | ---- | --------- |
| Al Quwa Al Jawiya | Irak | 2002-2006 |
| Persépolis FC     | Irán | 2006-2007 |
| Arbil FC          | Irak | 2007-2015 |
| Al-Zawraa         | Irak | 2015-2018 |

## Títulos
- 2 Ligas de Irak, (Al Quwa Al Jawiya, 2005; Arbil FC 2008)